# Admont
Admont este o localitate din Steiermark. În anul 2021 avea o populație de aprox. 4.900 de locuitori.

## Biblioteca mănăstirii
Biblioteca Mănăstirii Admont - cea mai mare bibliotecă mănăstirească din lume - cu fresce pictate de Bartolomeo Altomonte, este considerată a fi una din cele mai frumoase biblioteci din lume.

## Galerie de imagini

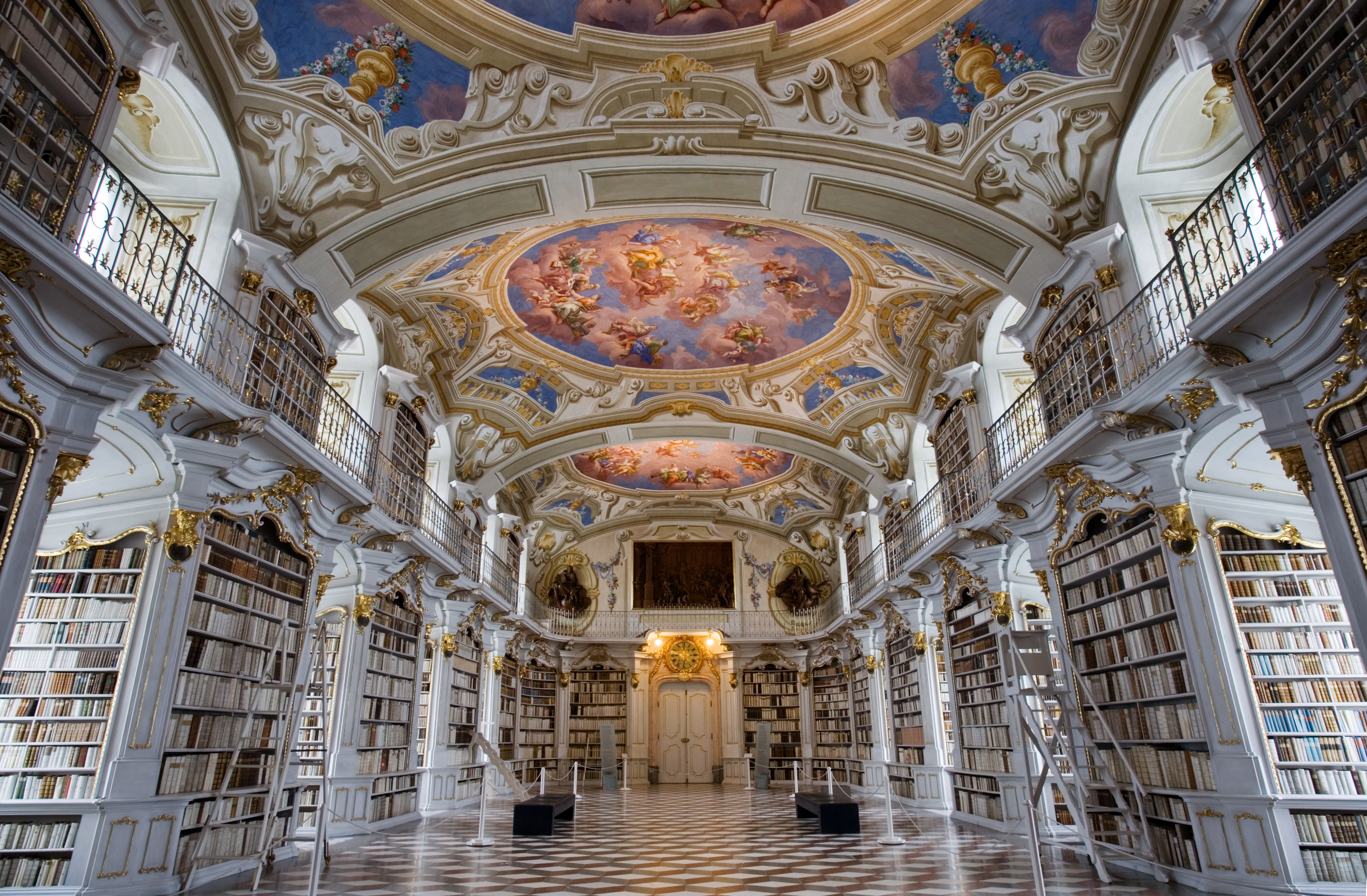
Biblioteca mănăstirii din Admont
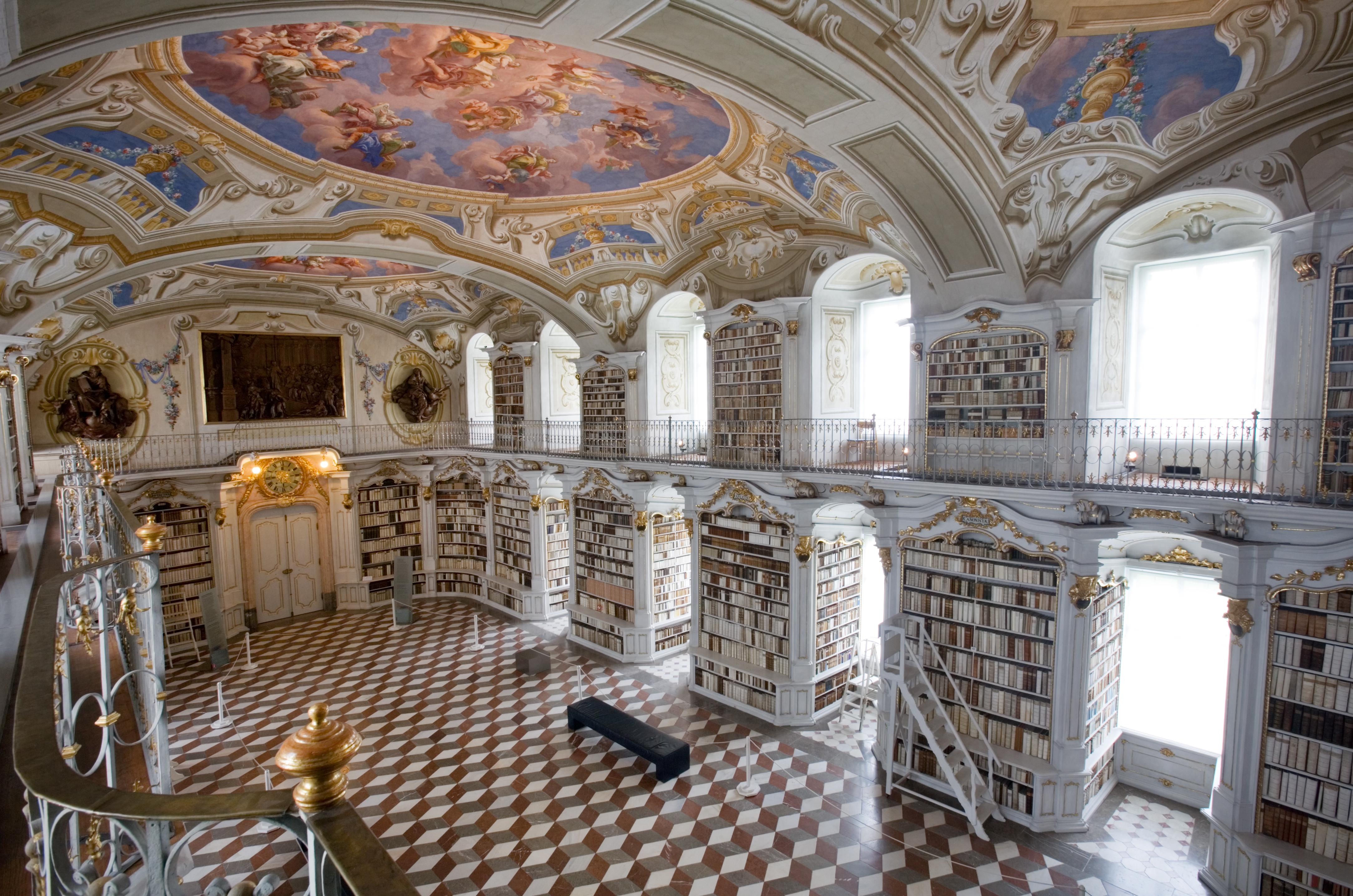
Biblioteca mănăstirii din Admont